# Federale Overheidsdienst Informatie- en Communicatietechnologie
De Federale Overheidsdienst Informatie- en Communicatietechnologie of Fedict was een Belgische federale overheidsdienst die de andere federale overheidsdiensten (FOD’s) ondersteunde bij hun dienstverlening aan burgers, ondernemingen en ambtenaren op het gebied van informatie- en communicatietechnologie. Op 1 maart 2017 werden de services van Fedict geïntegreerd in het Directoraat-generaal Digitale transformatie van de nieuwe Federale Overheidsdienst Beleid en Ondersteuning.